# Fyi (Canada)
Pour les articles homonymes, voir FYI.

Ancien logo de TwistTV

FYI était une chaîne de télévision canadienne anglophone spécialisée de catégorie A appartenant à Corus Entertainment, basée sur la chaîne américaine du même nom. Elle diffusait des émissions de style de vie, dont des téléréalités, émissions culinaires, de rénovation et de mise à neuf. Elle a été lancée le 7 septembre 2001.

## Histoire
En janvier 2000, Alliance Atlantis a conclu une entente avec News Corporation afin de distribuer au Canada le service américain The Health Network et a, en même temps, déposé une demande afin de lancer une version canadienne de Health Network et obtenu une licence au mois de décembre 2000. En septembre 2001 peu avant son lancement au Canada, Discovery Communications a fait l'acquisition de Health Network pour 255 millions de $. Au cours de cette transaction, Discovery a obtenu 20 % des droits sur la version canadienne.
The Health Network Canada est entré en ondes le 7 septembre 2001 sous le nom de Discovery Health Channel, remplaçant la version américaine.
Le 18 janvier 2008, CW Media (Canwest et Goldman Sachs) fait l'acquisition d'Alliance Atlantis. En 2009, CW Media fait l'acquisition des parts restantes de Discovery Communications dans la chaîne, qui annonce que la version américaine deviendra Oprah Winfrey Network, dont une entente a été conclue avec Corus Entertainment pour une version canadienne. Puis en avril 2010, une entente à long terme a été signée avec CTVglobemedia afin de distribuer l'ensemble des services de Discovery.
Le 15 septembre 2010, Canwest a annoncé le changement de nom pour Twist TV effectif le 1er novembre 2010.
Sous les dettes, Shaw Communications fait l'acquisition de CW Media le 27 octobre 2010, qui devient Shaw Media cinq jours plus tard.
Le 4 juin 2014, Shaw Media planifie lancer la chaîne FYI pour l'automne 2014, à la suite d'une entente avec A&E Networks. Le changement est effectué le 1er septembre 2014.
Depuis le 1er avril 2016, Shaw Media appartient désormais à Corus Entertainment. La version haute définition a été lancée vers la fin 2016.
Corus Entertainment a cessé de diffuser la chaîne le 30 décembre 2019.

## Programmation
La chaîne diffuse la majorité des émissions de la version américaine, ainsi que des émissions canadiennes produites pour la chaîne Slice afin de remplir ses conditions de licence, mais ne produit aucune émission originale.